# Nomada javanica
Nomada javanica är en biart som beskrevs av Heinrich Friese 1909. Nomada javanica ingår i släktet gökbin, och familjen långtungebin. Inga underarter finns listade i Catalogue of Life.